# Енхармонизъм
Енхармонизъм е явление в музиката, при което тонове, интервали и други се изписват различно, но звучат еднакво взети извън тоналността и в темпериран музикален строй.
- В класическата теория на музиката енхармонични са тонове, например (до-диез и ре бемол, си-бекар и до бемол), както и построените върху тези тонове акорди и тоналности.

- При византийската нотация и съответна теория (източно църковно пеене), енхармонични биват наричани 3 и 7 глас (тоналност), тъй като те се състоят от два равнозначни тетрахорда.

Музикален термин, с който се обозначават еднакви по абсолютно звучене, но различни по наименование или изписване музикални стойности.
Пример: a moll – heses moll, his moll – c moll. Всички двойки енхармонични тоналности едната е диези, а другата с бемоли, при което сборът на диезите и бемолите винаги е равен на 12.